# 町田瑠唯
町田瑠唯（日语：／ Machida Rui，1993年3月8日—）生于北海道旭川市，是一名日本女子篮球运动员，场上位置是控球后卫。2011–12赛季，町田加入JBL富士通红浪俱乐部，她在该赛季中荣获JBL最佳新人奖。在该赛季期间，她还代表国家队参加了U19世锦赛，最终入选赛事全明星阵容。2016年，她入选里约奥运日本女子篮球队，首次获得奥运资格。